# Меморіальний комплекс «Зала пам'яті»

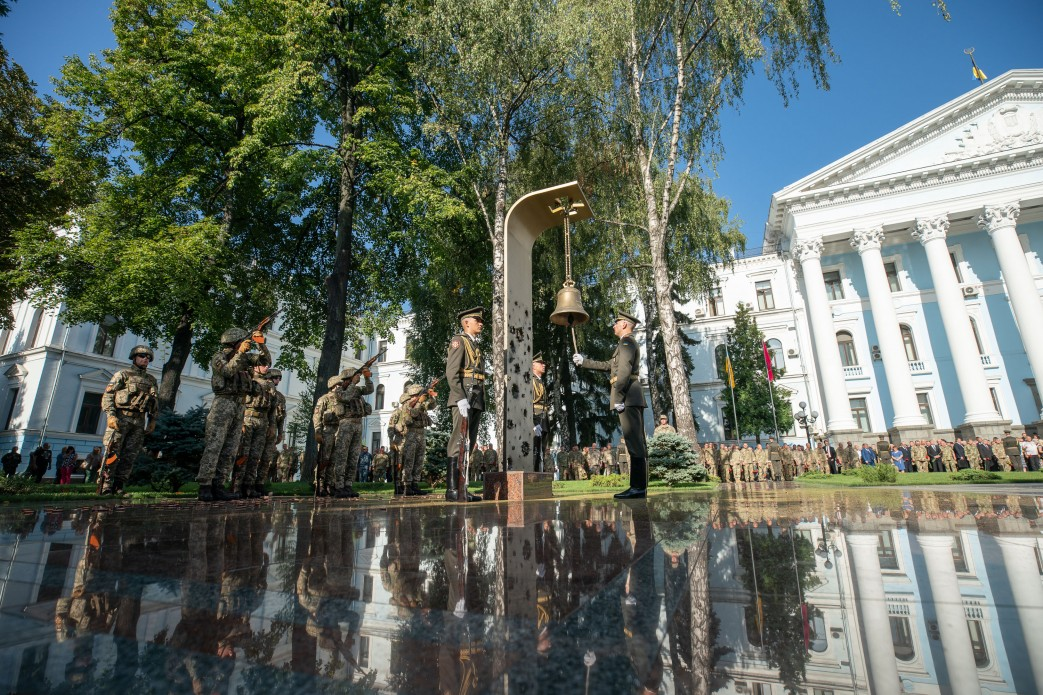
Дзвін пам'яті. Церемонія вшанування на День пам'яті захисників України, 29 серпня 2019.

«Зала пам'яті» — меморіальний комплекс на території Міністерства оборони України. Комплекс вшановує загиблих військовослужбовців Збройних сил України, інших українських військових та правоохоронних формувань, а також добровольців які загинули в боях за Україну.
Відкритий 14 жовтня 2018 року.

## Опис
Розташований на території Міністерства оборони України, має два входи – з території Міноборони та з вулиці.
На території комплексу розташовані: зала із книгою пам'яті загиблих військовослужбовців Збройних Сил України, стела із дзвоном пам'яті та плац для проведення урочистих та церемоніальних заходів.
У меморіалі щоденно відбувається ритуал поіменного згадування воїнів Збройних сил, що загинули у день ритуалу, починаючи з 1992 року у боях за Україну або у миротворчих місіях. Після кожного прізвища битиме дзвін пам'яті.
З 29 серпня 2019 року у Залі пам'яті щоранку вшановуватимуть не тільки військовослужбовців Збройних сил, але й військовослужбовців усіх військових та правоохоронних формувань, які загинули в боях за Україну.
Станом на початок 2020 року в Залі пам'яті встановлено 2678 табличок з іменами загиблих.
15 березня 2021 року у Залі пам'яті було офіційно додано третю Книгу пам'яті у якій зазначаються і мена українських добровольців. Початково до цієї Книги внесені імена 71 доброволяця і ця робота  продовжуватиметься, допоки відомості про усіх загиблих не будуть розміщені на пам’ятних сторінках. Майже всі, чиї імена зараз внесені до Книги пам’яті, Указом Президента були посмертно нагороджені державними нагородами.

## Історія
Меморіальний комплекс створено за сприяння та ініціативи Президента України — Верховного Головнокомандувача Збройних Сил України Петра Порошенка. Проект Комплексу підготовлено Центральним проектним інститутом Міністерства оборони України та побудовано військовослужбовцями Державної спеціальної служби транспорту Міністерства оборони України. Дзвін пам’яті виготовлено на пожертви небайдужих громадян.

### Відкриття
14 жовтня 2018 року, на День захисника України, відбулася церемонія відкриття Меморіального комплексу.
На першій церемонії вшанували пам'ять Рибака Михайла Володимировича, бійця 51-ї окремої механізованої бригади, який помер 14 жовтня 2014 року від поранень, які дістав ще у бою під Волновахою у травні 2014 року.
Станом на початок 2020 року, лише 17 дні на рік дзвін мовчатиме — у ті дні не загинуло жодного військовослужбовця чи працівника ЗСУ, МВС, СБУ.

### Включення всіх військових формувань
З 29 серпня 2019 року у Залі пам'яті щоранку вшановуватимуть не тільки військовослужбовців Збройних сил, але й військовослужбовців усіх військових та правоохоронних формувань, які загинули в боях за Україну. Того дня під час церемонії зачитали прізвища 223 військовослужбовців, які загинули 29 серпня у різні роки.

### Включення добровольців
У вересні 2020 року було видано Наказ Мінветеранів «Про Книгу пам’яті добровольців – захисників України, які загинули в боротьбі за незалежність, суверенітет і територіальну цілісність України».
Концепція та структура Книги пам’яті добровольців-захисників України були узгоджені із представниками громадськості, добровольчих формувань, Головним штабом Української добровольчої армії, Добровольчим Українським Корпусом «Правий сектор», Добровольчим батальйоном ОУН, Міністерством оборони України та Громадською радою при Мінветеранів.
З 11 грудня 2020 року по 5 березня 2021 року відбулася низка засідань Комісії Міністерства у справах ветеранів України з питань внесення інформації до Книги пам’яті.  За результатами роботи було підтримано 71 клопотання щодо внесення даних про загиблих добровольців до Книги пам’яті добровольців-захисників України.
15 березня Книгу пам’яті добровольців-захисників України до «Зали пам’яті» передала міністр у справах ветеранів України Юлія Лапутіна.

## Адреса та час роботи
Зала Пам'яті знаходиться у м.Київ, проспект Повітрофлотський, 6.
З дня відкриття Зала була відкрита щоденно з 08.45 до 18.00 для усіх відвідувачів.
Із початком пандемії коронавірусної хвороби, від початку 2020 року, Зала Пам'яті фактично відкрита лише під час урочистого ритуалу з 8:45 до 9:30. Вшанування загиблих здійснюють усі бажаючі відвідувачі із обов'язковим дотриманням протиепідеміологічних заходів. 

## Фотогалерея
|                            |
| Почесна варта Зали пам'яті |

|                         |
| Дзвін пам'яті біля Зали |

|                            |
| Салютна група автоматників |

|                           |
| Стела пам'яті з пробоїнам |

|                                        |
| Сторінка Книги пам'яті за 14 листопада |

|                                        |
| Варта і відвідувачі біля Книги пам'яті |

|                          |
| Відвідувачі Зали пам'яті |

|                                   |
| Урочиста церемонія в Залі пам'яті |